# TSV Crailsheim
Der Turn- und Sportverein Crailsheim ist ein Sportverein aus Crailsheim in Baden-Württemberg mit den Abteilungen Fußball, Handball, Basketball, Faustball, Volleyball, Fechten, Tennis, Tischtennis, Judo, Leichtathletik, Schwimmen, Tanzsport, Herzsport, Reha-Sport, Ju Jutsu und Radsport. Trotz seiner relativ geringen Anzahl an Mitgliedern (ca. 3000) ist der TSV Crailsheim in mehreren Sportarten erfolgreich.
So spielte die Herren-Basketballmannschaft (Crailsheim Merlins) in den Saisons 2014/15 und 2015/16 in der höchsten deutschen Spielklasse, der Basketball-Bundesliga. Die Frauen-Fußballmannschaft spielte sechs Jahre in der Frauen-Bundesliga. Der TSV Crailsheim ist einer der erfolgreichsten Vereine in der Region Heilbronn-Franken und im Bezirk Hohenlohe.

## Männerfußball
Die Fußballabteilung des TSV Crailsheim blickt auf eine erfolgreiche Geschichte im Amateurfußball zurück. Bereits in den 1960er-Jahren konnten mit der Meisterschaft der damaligen II. Amateurliga und der Teilnahme an den Aufstiegsspielen zur I. Amateurliga, der damals höchsten Amateurklasse, große Erfolge gefeiert werden. In den 1970er- und 1980er-Jahren konnten an diese Leistungen nicht angeknüpft werden. Der Absturz bis in die Kreisligen begann. Erst mit Unterstützung des langjährigen Sponsors Hermann Opferkuch konnte die Fußballabteilung wieder an alte Erfolge anknüpfen und bahnte sich binnen kurzer Zeit ihren Weg bis in die Oberliga Baden-Württemberg (Aufstieg 2003).
Bereits im ersten Jahr der Zugehörigkeit zur Oberliga Baden-Württemberg (2003/04) spielte der TSV Crailsheim um den Aufstieg. Am Ende der Saison stand das Team mit den meisten gewonnenen Punkten da, der Aufstieg wurde jedoch am Grünen Tisch entschieden. Durch die Insolvenz des 1. FC Pforzheim während der Saison wurden alle in Spielen gegen die Pforzheimer erzielten Punkte gestrichen. Hiervon profitierte der FC Nöttingen, der aufstieg, während sich der TSV Crailsheim mit Rang 2 begnügen musste. In den Folgejahren konnte sich die Mannschaft jeweils auf den vorderen Plätzen platzieren, zum Aufstieg reichte es jedoch nicht. Größter Erfolg in dieser Zeit war die Teilnahme am WFV-Pokalfinale im Jahr 2008, das mit 2:3 gegen den FC Heidenheim verloren ging.
Am Ende der Spielzeit 2007/08 wurde das Sponsoringkonzept geändert und mit der Integration von Nachwuchsspielern aus der Region begonnen, um den langfristigen Erfolg zu sichern. Im Spieljahr 2008/2009 spielte der TSV Crailsheim in der Oberliga Baden-Württemberg, der – nach Gründung der 3. Liga – fünfthöchsten Spielklasse. Das Team wurde von Juli 2008 bis Mitte September 2008 vom ehemaligen Schalker Nationalspieler Wolfram Wuttke trainiert. Anschließend übernahm Uwe Igler die Trainerposition, seit November 2008 dessen bisheriger Co-Trainer Tobias Flitsch. In der Saison 2009/10 belegte der TSV Crailsheim den vorletzten Platz in der Oberliga Baden-Württemberg, was gleichbedeutend war mit dem Abstieg in die Verbandsliga Württemberg. Um sich von den Verpflichtungen aus den Spielerverträgen lösen zu können, verzichtete der Verein auf die Startberechtigung für die Verbandsliga und trat freiwillig den Weg in die Bezirksliga Hohenlohe an. Dort erreichte man in der Saison 2013/14 die Meisterschaft, was den Aufstieg in die Landesliga bedeutet.

## Frauenfußball
1971 wurde auf Initiative des damaligen Vereinsvorsitzenden eine Frauenfußballmannschaft gegründet. Der erste Erfolg wurde 1985 mit der württembergischen Hallenmeisterschaft erzielt. Ein Jahr später wurde die erste württembergische Meisterschaft auf dem Feld gewonnen. In der Endrunde um die deutsche Meisterschaft folgte das Aus im Achtelfinale gegen Tennis Borussia Berlin. 1995 stieg die Mannschaft erstmals in die Frauen-Bundesliga auf. Nur knapp scheiterten die TSV-Frauen 1997 an der direkten Qualifikation für die eingleisige Bundesliga. In der Relegation musste man dem SC 07 Bad Neuenahr Vortritt lassen. Erst 2004 gelang der Wiederaufstieg, aber schon nach einem Jahr musste die Mannschaft wieder absteigen. In der folgenden Saison lieferte sich die Mannschaft lange Zeit ein spannendes Rennen mit dem 1. FC Saarbrücken, aus dem die Crailsheimerinnen als Sieger hervorgingen und den direkten Wiederaufstieg schafften. Am Ende der Saison 2008/2009 stieg die Mannschaft aus der Bundesliga ab und der Verein trennte sich von Trainer Hubert Müller. Mit einer stark verjüngten Mannschaft plante der Verein unter dem neuen Trainer Isert einen vorderen Platz in der 2. Bundesliga Süd einzunehmen. Dies gelang auch, da man dort viermal in Folge den 4. Platz belegte. In den folgenden Spielzeiten wurden die Abschlussplatzierung immer schlechter. Im Jahre 2017 stieg der TSV als Tabellenletzter in die Regionalliga ab, 2022 in die Oberliga. Im März 2023 zog sich der Klub aus der laufenden Oberliga-Saison zurück und spielt seit der Saison 2023/24 in einer Spielgemeinschaft mit dem VfB Jagstheim und dem SV Onolzheim, 2024 stieg das Team in die Landesliga auf.

## Tennis
Die Tennisabteilung ist eine der ältesten Abteilungen des Vereins und wurde 1924 gegründet. Die Tennisabteilung unterhält 9 Sandplätze im Freien und 2 Hallenplätze in der abteilungseigenen Tennishalle auf dem benachbarten Grundstück Schönebürg Str.85 in Crailsheim. Im Jahr 2015 waren insgesamt 21 Mannschaften sportlich aktiv. Nennenswert sind hierbei die Damen 30, die in der ihr höchsten Liga der Regionalliga Süd-West spielen. Die Herren 60 spielen in der Württembergliga. Daneben gibt es eine 1. und 2. Herrenmannschaft, die 1. Damenmannschaft, die Herren 40 I +II, Damen 40 sowie die Herren 65, des Weiteren ist der Verein im Jugendsport sehr aktiv. Bei den Einzelsportlern muss Brigitte Jung als amtierende Deutsche Meisterin, zweite der Einzelweltrangliste und erste Weltranglistenplatzierte im Doppel bei den Ü80 Spielerinnen genannt werden. Die Tennisabteilung ist langjähriger Veranstalter des LBS-Cups für U12-U16 Kinder- und Jugendliche mit regelmäßig mehr als 130 Teilnehmer. Die Mitgliederzahl lag 2015 bei 360 Mitgliedern.